# Pościel wełniana
Pościel wełniana – pościel wykonana z naturalnych włókien – wełny strzyżonej z żywych zwierząt. Jej trzy najczęstsze odmiany, od najpopularniejszej po najbardziej ekskluzywną, to:
1. z merynosa australijskiego (owcza) – pochodzi od owiec, hodowanych w Australii i Nowej Zelandii. Wahania temperatury w tych regionach wynoszą od 0° do 40° C w ciągu doby, dzięki czemu włosie charakteryzuje się dużą dynamiką
2. z kóz kaszmirskich – żyjących w Mongolii i Himalajach, na wysokości ponad 5000 m n.p.m. Wełna kozia jest cienka i miękka w dotyku
3. z wielbłąda – uchodzi za najbardziej luksusową, jest cienka i przyjemna w dotyku, o lekko kręconym włosiu; ma kolor jasnobrązowy, natomiast ta pochodząca od młodych wielbłądów jest niemal biała.

O jakości wełny decydują następujące czynniki: średnica włókna, długość i siła pasma, kolor, wydajność oraz zawartość substancji roślinnych. 
Najważniejsze właściwości pościeli wykonanej z wełny:
- Higroskopijność, tj. zdolność wchłaniania wilgoci
- Przepuszczalność powietrza – dzięki zdolności włosia do skurczania i rozkurczania się, pościel wełniana nie przylega bezpośrednio do ciała, co umożliwia skórze właściwe oddychanie oraz stałą temperaturę ciała
- Jonizacja ujemna – neutralizuje jony dodatnie, powodujące zmęczenie i obniżające odporność organizmu i zastępuje je ujemnymi, naturalnymi dla człowieka
- Lanolina zawarta w wełnie odpycha kurz, zapobiega gromadzeniu się roztoczy, a także – jako naturalny tłuszcz używany w przemyśle kosmetycznym – nawilża skórę (reguluje gospodarkę wodną skóry)
- Niska gniotliwość

Pościel wełniana uznawana jest za korzystną dla zdrowia, przydatną w schorzeniach reumatycznych, astmie i alergiach.